# Papa Leon al VI-lea
Papa Leon al VI-lea (n. 880 d.Hr., Roma, Statele Papale – d. decembrie 928 d.Hr., Roma, Statele Papale) a fost un papă al Romei.